# Władimir Karpiec
Władimir Karpiec (ur. 20 września 1980 w Petersburgu) – rosyjski kolarz szosowy, trzykrotny olimpijczyk, zawodnik hiszpańskiej grupy UCI ProTour Team Movistar.
Jego najmocniejszą stroną jest jazda indywidualna na czas.

## Kariera
Przygodę ze ściganiem rozpoczynał jako kolarz torowy. W 2001, jako młody zawodnik opartej na torowcach rosyjskiej ekipy Itera, przyjechał na zaproszenie Czesława Langa na Tour de Pologne, w którym zajął wysokie 8. miejsce. W 2003 trafił do hiszpańskiej ekipy iBanesto.com, w której dwóch obok rodaków - Denisa Mienszowa i Jewgienija Pietrowa - był jedynym zawodnikiem spoza Hiszpanii. 
Przełomowy dla niego był sezon 2004, kiedy to najpierw zajął 2. miejsce w wyścigu Dookoła Katalonii, a następnie 13. w Tour de France, zdobywając tym samym koszulkę najlepszego młodzieżowca wyścigu. W 2005 zajął 7. miejsce w Giro d'Italia, ustanawiając tym samym swój osobisty rekord, jeśli chodzi o wynik w klasyfikacji generalnej w trzytygodniowym wyścigu. Rezultat ten zdołał powtórzyć podczas hiszpańskiej Vuelty w 2007. Sezon 2007 pozostaje do dziś najlepszym w jego karierze, gdyż do dobrej jazdy w Tour de France i Vuelta a España, dorzucił zwycięstwa w klasyfikacji generalnej w prestiżowym wyścigu Dookoła Katalonii i Tour de Suisse. W latach 2009–2011 był zawodnikiem rosyjskiej ekipy Katusha, gdzie potwierdził markę kolarza solidnego, zajmując dobre miejsce w ważnych wyścigach tygodniowych, jak i wieloetapowych. Podczas Vuelta a España 2010 był głównym pomocnikiem Joaquima Rodrígueza, a mimo to skończył wyścig na dobrym 12. miejscu.
Od 2012 jest zawodnikiem hiszpańskiej ekipy Movistar, która stanowi naturalną kontynuację słynnej Banesto.

## Najważniejsze zwycięstwa i sukcesy
- 2000
  - 2. miejsce w Tour of Tasmania
- 2001
  - 8. miejsce w Tour de Pologne
- 2002
  - 3. miejsce w Volta ao Alentejo
  - 2. miejsce w Prueba Villafranca de Ordizia - Clásica de Ordizia
- 2003
  - 6. miejsce w Vuelta a la Rioja
  - 9. miejsce w GP Eddy Merckx
  -  maillot blanc przez 3 etapy (4-6)
- 2004
  - 1. miejsce w Vuelta a la Rioja
  - 2. miejsce w wyścigu Dookoła Katalonii
  - 13. miejsce w Tour de France
  -  1. miejsce w klasyfikacji młodzieżowej
- 2005
  - 7. miejsce w Giro d'Italia
    - 6. miejsce na 8. etapie (ITT)
    - 2. miejsce na 18. etapie (ITT)
- 2006
  - 2. miejsce w Clasica a Alcobendas
  - 8. miejsce w Vuelta a España
    - 4. miejsce na 10. etapie (ITT)
    - 5. miejsce na 20. etapie (ITT)
- 2007
  - 1. miejsce na 1. etapie Vuelta a Castilla y León (ITT)
  - 1. miejsce na 3b etapie Volta ao Alentejo (ITT)
  - 2. miejsce w Vuelta a la Rioja
  - 1. miejsce w wyścigu Dookoła Katalonii
  - 1. miejsce w Tour de Suisse
  - 14. miejsce w Tour de France
    - 3. miejsce na 19. etapie (ITT)

  - 7. miejsce w Vuelta a España
- 2008
  - 3. miejsce w mistrzostwach Rosji w jeździe indywidualnej na czas
  - 1. miejsce w Prueba Villafranca de Ordizia - Clásica de Ordizia
- 2009
  - 2. miejsce w Tour de Romandie
  - 5. miejsce w Tour de Suisse
  - 12. miejsce w Tour de France
- 2010
  - 4. miejsce w Tour de Romandie
  - 14. miejsce w Giro d'Italia
  - 12. miejsce w Vuelta a España
- 2011
  - 2. miejsce w mistrzostwach Rosji w jeździe indywidualnej na czas